# Henry Darcy
Henry Philibert Gaspard Darcy, född 10 juni 1803 i Dijon, död 3 januari 1858, var en fransk ingenjör som gav flera viktiga bidrag till hydrauliken, bland annat Darcys lag för strömning i porösa medier.
Darcy började 1821 sina ingenjörsstudier på École polytechnique och fortsatte 1823 på École nationale des ponts et chaussées varefter han började arbeta i bro- och vägbyggnadskåren.
En av hans teoretiska insatser var att modifiera Pronyekvationen för att beräkna friktionsförluster vid rörströmning. Efter ytterligare modifikationer av Julius Weisbach blev resultatet Darcy-Weisbachs ekvation, som fortfarande används.